# Superman (jeu vidéo, 1999)
Pour les articles homonymes, voir Superman (homonymie).
Superman, aussi connu sous le nom Superman 64, est un jeu vidéo sorti en 1999 sur Nintendo 64. Le jeu a été développé et édité par Titus Interactive.
Le jeu est adapté de la série d'animation Superman, l'Ange de Metropolis. Comme Castlevania 64, le 64 de Superman 64 n'est pas écrit sur la boite ni sur l'écran d'introduction mais a été ajouté par les joueurs pour éviter la confusion avec les autres média Superman. 
Le développement du jeu a commencé en 1997 et a été largement entravé par des contraintes entre Titus et les concédants de licence du jeu, Warner Bros. et DC Comics, laissant peu de place pour affiner le gameplay. BlueSky Software a tenté de refaire le jeu pour la PlayStation, mais cette version a finalement été annulée, car la licence de Titus avec Warner Bros. avait expiré au moment où elle était terminée. Avec trois présentations E3 et une couverture médiatique positive avant sa sortie, Superman 64 a réalisé de fortes ventes et un accueil favorable aux consommateurs ; cependant, les critiques étaient extrêmement négatives, critiquant ses contrôles non réactifs, ses défauts techniques, son gameplay répétitif, sa sur utilisation du brouillard à distance et ses mauvais graphismes. Il est réputé comme étant le deuxième pire jeu du monde après E.T. sur Atari 2600. 

## Synopsis
Lex Luthor a créé une version virtuelle de Metropolis et a réussi à enfermer Lois Lane, Jimmy Olsen et le Professeur Emil Hamilton à l'intérieur. Superman doit entrer dans ce monde virtuel pour sauver ses amis et stopper Lex Luthor.

## Système de jeu
Dans la plupart des niveaux Superman doit voler à travers une série d'anneaux en un temps limité.
La ville de Metropolis est remplie de nuages de kryptonite supposés ralentir Superman mais utilisés par les créateurs du jeu pour limiter le champ de vision et donc améliorer le rafraîchissement de l'image.

## Accueil
On lui a reproché les différentes phases du jeu répétitives, en particulier celles où le joueur doit passer à travers des anneaux, la maniabilité médiocre, mais également la mauvaise qualité des animations et du level design.
L'Angry Video Game Nerd a notamment dit : « This game doesn't even qualify as shit, it's like the equivalent of shit taking a shit! » (« Ce jeu ne peut même pas être considérée comme une merde, c'est plutôt l'équivalent d'une merde qui chie une merde ! »).
 Le Joueur du Grenier présente le jeu comme étant selon lui « le pire jeu du monde ».